# 백종빈
백종빈(白鐘彬, 1958년 5월 13일 ~ )은 대한민국 인천광역시의회 의원이다.

## 학력
- 인천선인중학교 중퇴
- 고등학교 졸업학력 검정고시 합격
- 한국방송통신대학교 관광학과

## 경력
- 2006.07 ~ 2010.06 : 제5대 옹진군의회 의원
- 2010.07 ~ 2014.06 : 제6대 옹진군의회 의원
  - 2010.07 ~ 2012.06 : 제6대 옹진군의회 전반기 부의장
- 옹진농업협동조합장
- 옹진군 선거 관리위원
- 사단법인 한국 농업 경영인 협회 옹진군 회장
- 제7기 영흥화력 민·관 공동조사단 위원
- 영흥화력 주변지역 지원사업 심의 지역위원회 위원
- 더불어민주당 옹진군 지역위원회 연락소장
- 옹진군 제2의 건국 범국민 추진위원회 위원
- 2018년 7월 1일 ~ 2022년 6월 30일 : 제8대 인천광역시의회 의원
  - 2018.07 ~ 2020.06 : 제8대 인천광역시의회 전반기 의회운영위원회 위원
  - 2018.07 ~ 2020.06 : 제8대 인천광역시의회 전반기 건설교통위원회 부위원장
  - 2020.08 ~ 2022.06: 제8대 인천광역시의회 후반기 부의장
- 더불어민주당중앙당 전국 농어민위원회 부위원장
- 민주평화통일자문회의 인천 옹진군협의회 자문위원
- 더불어민주당 인천자치분권 민주지도자회의 농어촌발전특별위원
- 2022.10 ~ : 더불어민주당 인천광역시당 농어민위원회 위원장

## 역대 선거 결과
|  | 16.59% |

|  | 29.72% |

|  | 55.09% |